# Sidmar Antônio Martins
Sidmar Antônio Martins (født 13. juni 1962) er en brasiliansk fodboldspiller.